# 超齡細公主
《小公主優希》是一部日本動畫，是以GAINAX所發行《美少女夢工場》系列遊戲的中世紀歐洲風格世界為背景重新改編的動畫作品。2002年於日本秋季播出，2003年香港電視廣播有限公司
2004/04/05 週一起 , 每週一至週五之17:00~17:30
卡通頻道（台灣）播出。

## 故事簡介
自小由勇者甘帕圖養大的少女優希受某種力量影響，雖然已經是17歲，不過仍然保留著10歲般的樣子。由於小時候曾經被王子相救，所以很希望能讓外表呈現17歲的樣子與王子見面，向他道謝。在一次機緣下，優希受到永恆三重冕所發出光芒的導引，並藉管事丘比的魔法協助，進入皇宮，找到了永恆三重冕；這時愛倫壽女王出現，阻止優希觸碰永恆三重冕，告知她只有擁有一千年才出現一次的「白金公主」才有能力控制，否則將失去性命，同時也判定優希即是白金公主候補，賦予她象徵白金公主候選人資格的項鍊， 並安排她進入她所開設的公主學校，跟另外四位白金公主候選人一起學習成為公主。
在得知妖精界有毀滅危機後，優希等四人協助卑斯對抗破壞神，於陷入苦戰之際，擔心優希的艾朗克帶著龍伯伯與四人的執事來到妖精界支援；最後雖然成功打被破壞神，恢復了妖精界的和平，艾朗克卻為了保護優希而受傷，被破壞神侵入體內，陷入無法治癒的危機，命在旦夕。其餘四人深知優希想救艾朗克，為了讓她能以永恆三重冕的力量拯救艾朗克，在馬加賽倫的試煉（決定誰是白金公主的試煉）時紛紛放棄成為白金公主的資格；此時女王突然出現，焦急地試圖阻止優希成為白金公主，並告訴大家真相：許下願望的話，其餘四人將會為壓制永恆三重冕的力量而永遠消失。但此時永恆三重冕已經對優希做下了審判，認同她就是新的白金公主。優希不願和其他朋友分開，毅然聲稱要放棄資格，便跟著四位朋友在異空間內找尋著回到人間界的出口，但其餘四人在馬加賽倫（即上一任白金公主）的勸說之下，了解到這一切都是註定的，如此行為於事無補，因為若沒有白金公主來分散永恆三重勉的力量，世界將會走向毀滅，而且再這樣下去，最痛苦的人將會是優希。於是四人一同決定讓優希成為白金公主，也同時請求馬加賽倫讓優希遺忘掉和四位朋友在一起的所有回憶。成為白金公主並得到永恆三重冕的優希，在甦醒後立即飛奔至艾朗克身邊，對永恆三重勉許下願望——讓艾朗克復原。
擁抱愛人、恢復安定生活、理當幸福快樂的優希，卻開始感覺身旁似乎少了什麼，原本可以開開心心的與艾朗克生活的優希，卻不知為何總是感到失落；終於優希崩潰，對著艾朗克與父親哭著說必須要找回失去的東西，優希的父親，勇者甘帕圖，對此深深自責，認為一切的悲劇都是因為自己（當初為了讓得到與艾倫壽女王成婚的地位而將原本碎片四散的永恆三重冕重新完成）。於是甘帕圖找來了其餘四界的父親們，試圖集結大家的力量挽回局勢。四界的父親們為了自己失去的女兒，與甘帕圖來到了放置永恆三重冕的花園（在馬加賽倫的試煉時才得知真相而後悔已久的愛倫壽女王也同時前來致意），共同釋放自己的能力，成功地打開了馬加賽倫的異空間，讓艾朗克陪伴優希過去試圖找回「失去的東西」。馬加賽倫看到他們兩個忽然出現，氣急敗壞地要他們快走，因為異空間已經準備要崩壞了。但優希不願屈就，然後在一處遺蹟內發現歌可露最後所畫下的五人在一起的朋友圖畫。看著這幅圖，優希想起了自己「失去的東西」，同時也傷痛欲絕的大哭；馬加賽倫看到這幅景象，在旁輕聲地說，所以不是甚麼都不知道比較好嗎，並且說出了千年之前的前一屆白金公主、也就是自己的遭遇。信念堅定的優希哭著說她不可能自己一個人幸福快樂地生活下去、卻忘記大家所謂她做的努力，這番話使得馬加賽倫發現到當年的五位夥伴們在這一千年來一直以某種方式陪伴在她身邊，因此心理由於千年來的自責所造成的束縛得以解放——於是兩人強大的心靈力量引出了在魔法界的第六朵水晶之花，完整的永恆三重冕真正完成。兩人對著真正的永恆三重冕重新許願——要求讓古蓮達、艾美娜、歌可露、卑斯四位朋友復活。靠著前後兩任白金公主的強大內心能量，以及千年前另外五位白金公主候選人的靈魂的幫忙，真正的永恆三重冕許願時爆發的能量得以被抑制，於是願望達成了，世界也沒有因為許願時爆發的能量而毀滅。最後，魔法界消失前，心事已了的馬加賽倫立即把優希和艾朗克送回人間界並且感謝優希；再度聚集在一起五個人重回到公主學校一同生活，並且開始恢復身體上的成長。

## 登場角色

### 白金公主候選人
五位白金公主侯選人皆是17歲，但身體卻維持於10歲左右的模樣。
- 優希（聲：山本麻里安；陳凱婷；錢欣郁）

人間界的候選人代表，年幼時得到艾朗克（艾克王子）的救助而渴望與他重遇道謝。擁有一頭藍色長頭髮，髮型向後梳，露出光滑的額頭與一撮呆毛；因為額頭很高的緣故，總是被艾朗克捉弄。不知道如何應對義父過度的照顧。在動畫初期，不知道艾朗克其實就是小時候遇見的王子，並對其存有好感。白金公主候補之一，活潑開朗卻很孩子氣，而且意志堅定；愛逞強、不過做事總是遇着失敗。被兒時好友麗娜評為「做事投入、執着又頑固、勇字當頭；即使失敗也會堅持到最後、永不退縮」，並被其視為偶像。畫畫功力與古蓮達同樣差勁。夢想是能以17歲的姿態與王子共舞，而她深信只要成為白金公主便能達成願望。角色原型出自《美少女夢工場》第3作。
- 古蓮達（グレンダ）（聲：松岡由貴；陸惠玲；林美秀）

魔界的候選人代表，能熟練操縱魔法。態度囂張傲慢，與優希格格不入，兩人經常針鋒相對，是她的死對頭；但在第7集中，在確定四周無人之下安撫魔界的子民，這是她溫柔的一面。無論在何時何地，身上所穿的制服都總是在顏色、剪裁上與眾不同；例如學校校服是棕色，而古蓮達的卻是黑色。自稱是擁有「超凡美貌，同時亦有完美魔力」的魔界公主。希望得到永恆之冠，實現使離家而去的母親歸來的願望。曾被優希嘲笑所畫的畫就像粉彩塗鴉。品味與其母親一樣「特別」。在第13集中，由管事卡加透露，原來古蓮達相當害怕青蛙。在妖精界和破壞神對抗。為了讓優希能以永恆三重冕的力量拯救艾朗克，放棄成為白金公主的資格。決定讓優希成為白金公主。優希許下願望後消失，後來又回到優希身邊。
- 歌可露（ココルー）（聲：福井裕佳梨；梁少霞；許雲雲）

一開始被優希所救的女孩，與優希是互相幫助、互相鼓勵的同學兼好友關係。實際上是靈界的候選人代表，第8集才向優希坦承。性格膽小又遲鈍，同時又溫柔善良。雖然自認為是個不太顯眼的少女（因為是靈界人？），但做事認真，非常擅長繪畫，喜歡喝紅茶，可以像幽靈一樣穿透物體。在妖精界和破壞神對抗。為了讓優希能以永恆三重冕的力量拯救艾朗克，放棄成為白金公主的資格。決定讓優希成為白金公主。優希許下願望後消失，後來又回到優希身邊。
- 埃美娜（エルミナ）（聲：川澄綾子；鄭麗麗；龍顯蕙）

天界的候選人代表，是個有着金色長髮的美麗女孩，背上有一對純白的翅膀，是五位公主中唯一能自由飛翔的（古蓮達需要靠掃帚才行）。從小就被父親教導不管做什麼都要完美無缺，而小時候跳舞失手後被父親斥責，因此對「失敗」一詞存有陰影。公主候補之一。行為文雅，大方得體，頭腦聰明，很會跳舞，戰鬥力也不俗，討厭吵雜的地方。曾被優希誇讚她品味高尚。初次登場時顯得有些高傲，但與優希等人相處久了之後，變得更容易與人相處了（相較之下古蓮達就完全沒有任何長進）。對自己的管事相當信賴及愛護。此外，因為魔界與天界自古對立，所以時常和古蓮達拌嘴（通常都是古蓮達先開始的），也常對古蓮達「特別」的品味有所批評，是唯一吵得贏古蓮達的人。在妖精界和破壞神對抗。為了讓優希能以永恆三重冕的力量拯救艾朗克，放棄成為白金公主的資格。決定讓優希成為白金公主。優希許下願望後消失，後來又回到優希身邊。
- 卑斯（聲：折笠富美子；黃麗芳；林美秀）

妖精界的候選人代表，因為妖精界工作繁忙，因此早已休學。實際上是個外冷內熱、口硬心軟、容易害羞的人（特別在與歌可露相處時）。在第14集首度登場，登場時拯救了被樹藤纏著腳踝的歌可露（但其實陷阱亦是卑斯故意自設的）；被優希和歌可露誤認為是男生。初時見面時用結界困住了歌可露，要脅四人拿出吊墜及自願退出競逐比賽的資格，後來失敗離去。身手敏捷，雙手有着超於常人的能力。希望得到永恆之冠，擊退敵人、保衛家鄉。對於穿著裙子感到非常的不自然。在妖精界和破壞神對抗。為了讓優希能以永恆三重冕的力量拯救艾朗克，放棄成為白金公主的資格。決定讓優希成為白金公主。優希許下願望後消失，後來又回到優希身邊。

### 主要登場角色
- 艾朗克 : 山口隆行；鄺樹培；梁興昌

優希初遇見而迷戀的青年劍客，穿上一身破舊的遊俠服裝。真正身份是名叫艾朗克的王子，卻因為一些原因而逃離宮中。小時候曾救過優希，讓優希留下了很深的印象，當時的優希稱她為「王子哥哥」。都叫優希為大額頭，且很喜歡吻優希的額頭，在動畫第10集中，艾朗克吻了優希的嘴唇。為了保護優希而受傷以至破壞神侵入體內陷入無法治癒的危機，優希以永恆三重勉的力量拯救艾朗克。之後和優希到大法師馬加賽倫的世界，在一處遺蹟內發現了歌可露最後所畫下的－五人在一起的朋友圖畫。
- 甘柏圖 : 堀內賢雄；招世亮；孫誠

優希的養父，一起住在城鎮一間小房屋。由希的養父是一個著名的勇士，性格善良和藹，但過分地寵愛優希。曾經有一段時間與艾倫壽女王在一起，但在甘柏圖為了取得國王的信任，而去尋找永恆三重冕，再將永恆三重冕全數找到並組合，畢後回來準備向國王提出求婚前，卻發現愛倫壽女王已經結婚了，絕望之餘時在戰場上找到了還是嬰兒的優希。看到對著艾朗克哭著說要找回失去的東西的優希，跟愛倫壽女王和其他四界的國王決定要讓優希再到馬加賽倫的異空間去找回＂失去的東西＂。
- 丘比 : 佐伯智；梁偉德；孫若瑜

他是魔界的人，但不知什麼原因來人間界擔任優希房屋的管家；稱優希為「小姐」、甘柏圖為「老闆」。會使用不少魔法道具，為人老實，常常幫助優希，也樂於回應其請求。既是優希的管事，亦是與她一起活多年的好朋友。他在美少女夢工場系列中亦多次以同樣身分出場。(遊戲中譯名為「吉普」)
- 愛倫壽女王 : 井上喜久子；曾秀清；孫若瑜

是優希住的地方中的女王，也是白金公主學校的校長，還是艾朗克的母親，曾經有一段時間與甘柏圖在一起。和其他四界的國王及甘柏圖決定要讓優希再到馬加賽倫的異空間去找回＂失去的東西＂。角色原型出自《美少女夢工場》第2作。
- 龍伯伯 : 八木光生；林國雄、李錦綸（代配）；陳宗岳

住在森林中湖底深處，生存了幾千年的古龍，擁有龐大的知識，知道世界的一切。喜歡讓吉普幫其刷背。
- 卡加 : 石井康嗣；潘文柏；孫誠

是魔界公主古蓮達的管事，平日外型就如一隻人型貓，必要時會變回一隻長翅膀的小黑貓。自稱當了「幾千年」的管家，但因為年紀大而常常閃到腰骨，因而常被丘比嘲笑。
- 周昂 : 前田千亞紀；劉惠雲；龍顯蕙

是靈界公主歌可露的管事，是一隻細小、半透明的小幽靈。口沒遮攔（亦因此而經常得罪古蓮達）；常常自作主張變成歌可露的模樣。
- 霸力臣 : 西村朋紘；陳卓智

是天界公主埃美娜的管事，是一部巨型機器。行事較魯莽（初出場時就為見主子闖入教室細小的玻璃窗）。但也是五位管事中最忠於主人的（曾被丘比、卡加、周昂評為是所有管事中的模範）。
- 白比露 : 金田朋子；雷碧娜

是妖精界公主卑斯管事，是一隻細小的妖精。在初出場時行蹤敗露，被古蓮達捉住並揚言要將其變成標本。
- 馬加賽倫 : 橫山智佐； 雷碧娜

是魔法界公主，也是上一任擁有永恆三重冕的白金公主，年齡有１０００歲。以大法師身分，指示愛倫壽女王對白金公主候選人的一切考驗並選出一位白金公主，以內心能量壓制永恆三重冕的強大魔力，為了避免世界的崩潰，不讓其他世界重蹈魔法界的悲劇。角色原型出自《美少女夢工場》第1作。

### 其他角色
- 天界國王 : 家弓家正； 黃子敬

埃美娜的父親，對埃美娜要求嚴格。看到對著艾朗克哭著說要找回失去的東西的優希，跟愛倫壽女王和其他三界的國王及甘柏圖決定要讓優希再到馬加賽倫的異空間去找回「失去的東西」。
- 魔界國王 : 內海賢二； 陳永信

古蓮達的父親，喜愛惡搞魔界。看到對著艾朗克哭著說要找回失去的東西的優希，跟愛倫壽女王和其他三界的國王及甘柏圖決定要讓優希再到馬加賽倫的異空間去找回「失去的東西」。角色原型出自《美少女夢工場》第2作的魔王。
- 靈界國王

歌可魯的父親，為一本書。看到對著艾朗克哭著說要找回失去的東西的優希，跟愛倫壽女王和其他三界的國王及甘柏圖決定要讓優希再到馬加賽倫的異空間去找回「失去的東西」。
- 妖精界國王 : 安原義人； 潘文柏

卑斯的父親，原形是棵樹。體內封著破壞神。在破壞神要逃跑時抓住破壞神因而元氣大傷。看到對著艾朗克哭著說要找回失去的東西的優希，跟愛倫壽女王和其他三界的國王及甘柏圖決定要讓優希再到馬加賽倫的異空間去找回「失去的東西」。
- 破壞神

世界的寄生蟲。戰鬥時會吸取世界的力量來恢復自己的傷。

## 各話標題
1. 第1話 「白金公主候選人誕生！」
2. 第2話 「對手登場？優希上學去」
3. 第3話 「緊張萬分!第一次打工!」
4. 第4話 「怎麼辦?毛球大騷動!」
5. 第5話 「回憶…往日的花園」
6. 第6話 「難道?邂逅突然降臨」
7. 第7話 「喵麼?魔界貓滿為患」
8. 第8話 「閃耀吧 我心中的我」
9. 第9話 「完美無缺?天界公主現身」
10. 第10話 「命中註定?重逢於圖書館」
11. 第11話 「傳達心意 在海邊認識的少女」
12. 第12話 「挑戰!天界鐵人三項競賽」
13. 第13話 「愛情魔法突然浪漫降臨」
14. 第14話 「謎團重重的妖精界公主」
15. 第15話 「新生小公主!新的課題」
16. 第16話 「收穫祭 優希的決心!」
17. 第17話 「麻煩透頂!充滿謊言的妖精界」
18. 第18話 「發揮管家精神!拯救巴力桑」
19. 第19話 「服侍個性怪僻的主人」
20. 第20話 「告白!只有兩人的舞會」
21. 第21話 「全體集合!聯繫心靈的歌聲」
22. 第22話 「看得見?看不見?歡迎光臨鬼屋」
23. 第23話 「到妖精界去…五顆閃耀的心!」
24. 第24話 「畢業…心中的秘密」
25. 第25話 「最後的試煉!公主的選擇」
26. 第26話 「給將來成為大人的我」

## 動畫版歌曲

### 片頭曲
- 「微笑的天才（えがおのてんさい）」

填詞：森浩美　
作曲、編曲：長岡成貢
主唱：ぷちぷりーず（山本麻里安、松岡由貴、福井裕佳梨、川澄綾子、折笠富美子）

### 片尾曲
- 「就不說（言えないから）」

填詞：石田燿子
作曲：奧井雅美
編曲：長岡成貢
主唱：石田燿子

### 插入曲
- 「是朋友也是對手（ともだちでライバル）」

填詞：森浩美
作曲、編曲：長岡成貢
主唱：ぷちぷりーず（山本麻里安、松岡由貴、福井裕佳梨、川澄綾子、折笠富美子）

## 外部連結
- 超齡細公主網站 （页面存档备份，存于）（日語）